# Borago longifolia
Borago longifolia là loài thực vật có hoa trong họ Mồ hôi. Loài này được Poir. mô tả khoa học đầu tiên năm 1789.